# Repeat - The Best of Jethro Tull - Vol II
„Repeat - The Best of Jethro Tull - Vol II“ je výběrové album (greatest hits) skupiny Jethro Tull z roku 1977, obsahující jednu stopu - Glory Row, která do té doby nebyla nikdy vydána. 
Potom, co byla skladba Glory Row přidána v roce 2002 jako bonus na remasterované CD War Child, ztratilo svou výjimečnost.
„Repeat…“ bylo jedenkrát vydáno na CD, avšak dále už nesmí být vyráběno. Jeho prvním dílem bylo M.U. - the Best of Jethro Tull - Vol I.

## Seznam stop
Všechny skladby napsal Ian Anderson.
1. Minstrel in the Gallery – 4:17
2. Cross-Eyed Mary – 4:11
3. A New Day Yesterday – 4:10
4. Bourée – 3:46
5. Thick As a Brick (Edit #4)" – 3:27
6. War Child – 4:37
7. A Passion Play (Edit #9)" – 3:33
8. To Cry You a Song – 6:14
9. Too Old to Rock 'n' Roll: Too Young to Die – 5:42
10. Glory Row (dříve nevydané) – 3:33